# Flori pentru Mihaela
Flori pentru Mihaela este un film românesc din 1970 regizat de Nell Cobar.